# Římskokatolická farnost Opava-Kylešovice
Římskokatolická farnost Opava-Kylešovice je územní společenství římských katolíků s farním kostelem svatého Jana Nepomuckého v Opavě-Kylešovicích.

## Kostely a kaple na území farnosti
- Kostel svatého Jana Nepomuckého v Kylešovicích